# Supercopa de los Emiratos Árabes Unidos
La Supercopa de los Emiratos Árabes Unidos (oficialmente Etisalat Super Cup) es una competición anual de fútbol que enfrenta al campeón de la Liga de los Emiratos Árabes Unidos y al vencedor de la Copa Presidente de Emiratos Árabes Unidos. La primera edición se disputó en 1990, pero solo se disputa con regularidad desde 2008. Es organizada por la Federación de Fútbol de los Emiratos Árabes Unidos.

## Finales
| Temporada   | Campeón                | Resultado              | Finalista              |
| ----------- | ---------------------- | ---------------------- | ---------------------- |
| 1990        | Al-Nasr                | 0 - 0 (5-4 pen.)       | Al Sharjah             |
| 1993        | Al Shaab               | 2 - 1                  | Al Ain                 |
| 1994        | Al Sharjah             | 2 - 0                  | Al Shabab              |
| 1995        | Al Ain                 | 2 - 1                  | Al Sharjah             |
| 1996        | Al-Nasr                | 3 - 0                  | Al Wasl                |
| 2002        | Al-Wahda (Abu Dabi)    | 1 - 0                  | Al Ain                 |
| 2003        | Al Ain                 | 3 - 1                  | Al-Wahda (Abu Dabi)    |
| 2004 - 2007 | Supercopa no disputada | Supercopa no disputada | Supercopa no disputada |
| 2008        | Al-Ahli Dubai          | 1 - 0                  | Al Shabab              |
| 2009        | Al Ain                 | 2 - 2 (5-3 pen.)       | Al-Ahli Dubai          |
| 2010        | Emirates Club          | 3 - 1                  | Al-Wahda (Abu Dabi)    |
| 2011        | Al-Wahda (Abu Dabi)    | 2 - 2 (7-6 pen.)       | Al Jazira              |
| 2012        | Al Ain                 | 0 - 0 (5-4 pen.)       | Al Jazira              |
| 2013        | Al-Ahli Dubai          | 0 - 0 (3-2 pen.)       | Al Ain                 |
| 2014        | Al-Ahli Dubai          | 1 - 0                  | Al Ain                 |
| 2015        | Al Ain                 | 4 - 2                  | Al-Nasr                |
| 2016        | Al-Ahli Dubai          | 2 - 1                  | Al Jazira              |
| 2017        | Al-Wahda (Abu Dabi)    | 2 - 0                  | Al Jazira              |
| 2018        | Al-Wahda (Abu Dabi)    | 3 - 3 (4-3 pen.)       | Al Ain                 |
| 2019        | Sharjah FC             | 0 - 0 (4-3 pen.)       | Shabab Al-Ahli         |
| 2020        | Shabab Al-Ahli         | 1 - 0                  | Sharjah FC             |
| 2021        | Al Jazira              | 1 - 1 (5-3 pen.)       | Shabab Al-Ahli         |
| 2022        | Sharjah FC             | 1 - 0                  | Al Ain                 |
| 2023        | Shabab Al-Ahli         | 6 - 2                  | Sharjah FC             |
| 2024        | Shabab Al-Ahli         | 2 - 2 (4-1 pen.)       | Al Wasl                |

## Títulos por club
| Club              | Campeón | 2.º | Años campeón                             |
| ----------------- | ------- | --- | ---------------------------------------- |
| Shabab Al-Ahli    | 7       | 2   | 2008, 2013, 2014, 2016, 2020, 2023, 2024 |
| Al Ain FC         | 5       | 6   | 1995, 2003, 2009, 2012, 2015             |
| Al-Wahda FC       | 4       | 2   | 2002, 2011, 2017, 2018                   |
| Sharjah FC        | 3       | 3   | 1994, 2019, 2022                         |
| Al-Nasr SC        | 2       | 1   | 1990, 1996                               |
| Al Jazira Club    | 1       | 4   | 2021                                     |
| Shabab Al Arabi † | 1       | 2   | 1993                                     |
| Emirates Club     | 1       | -   | 2010                                     |
| Al Wasl           | -       | 2   | 1996, 2024                               |

- † Equipo desaparecido.